# 1990-es kupagyőztesek Európa-kupája-döntő
Az 1990-es kupagyőztesek Európa-kupája-döntőben, a KEK 30. döntőjében az olasz Sampdoria, és a belga Anderlecht mérkőzött Göteborgban. A mérkőzést a Sampdoria 2–0-ra nyerte, hosszabbítás után.
Az olasz csapat részt vehetett az 1990-es UEFA-szuperkupa döntőjében.

## A mérkőzés
| 1990. május 9. 20:15 |

| Sampdoria        | 2–0 (h. u.)     | Anderlecht |
| ---------------- | --------------- | ---------- |
| Vialli 105' 107' | (0–0, 0–0, 1–0) |            |

| Nya Ullevi, Göteborg Nézőszám: 20 103 Játékvezető: Bruno Galler (svájci) |

| SAMPDORIA:     |   |                     |  |     |
|                |   |                     |  |     |
| GK             | 1 | Gianluca Pagliuca   |  |     |
| DF             |   | Luca Pellegrini     |  |     |
| DF             |   | Moreno Mannini      |  |     |
| DF             |   | Pietro Vierchowod   |  |     |
| DF             |   | Amedeo Carboni      |  |     |
| MF             |   | Fausto Pari         |  |     |
| MF             |   | Srečko Katanec      |  | 93' |
| MF             |   | Giovanni Invernizzi |  | 53' |
| MF             |   | Giuseppe Dossena    |  |     |
| FW             |   | Gianluca Vialli     |  |     |
| FW             |   | Roberto Mancini     |  |     |
| Cserék:        |   |                     |  |     |
| MF             |   | Attilio Lombardo    |  | 53' |
| MF             |   | Fausto Salsano      |  | 93' |
| Vezetőedző:    |   |                     |  |     |
| Vujadin Boškov |   |                     |  |     |

| ANDERLECHT: |   |                     |  |      |
|             |   |                     |  |      |
| GK          | 1 | Filip de Wilde      |  |      |
| DF          |   | Georges Grün        |  |      |
| DF          |   | Guy Marchoul        |  |      |
| DF          |   | Stephen Keshi       |  |      |
| DF          |   | Wim Kooiman         |  |      |
| MF          |   | Patrick Vervoort    |  |      |
| MF          |   | Charly Musonda      |  |      |
| MF          |   | Arnór Guðjohnsen    |  |      |
| MF          |   | Milan Janković      |  | 112' |
| FW          |   | Marc Degryse        |  | 103' |
| FW          |   | Marc van der Linden |  |      |
| Cserék:     |   |                     |  |      |
| FW          |   | Luc Nilis           |  | 103' |
| FW          |   | Luís Oliveira       |  | 112' |
| Vezetőedző: |   |                     |  |      |
| Aad de Mos  |   |                     |  |      |

| Az 1989–1990-es kupagyőztesek Európa-kupája győztese |
| ---------------------------------------------------- |
| UC Sampdoria 1. cím                                  |